# Скиннер, Стюарт
Стюарт Скиннер (англ. Stuart Skinner; род. 1 ноября 1998, Эдмонтон)  — канадский хоккеист, вратарь клуба НХЛ «Эдмонтон Ойлерз».

## Карьера

### Клубная
На молодёжном уровне в течение четырёх сезонов играл за «Летбридж Харрикейнз», став в команде основным вратарём. На драфте НХЛ 2017 года был выбран в 3-м раунде под общим 78-м номером клубом «Эдмонтон Ойлерз».
14 мая 2018 года подписал с «Ойлерз» трёхлетний контракт новичка. После подписания контракта Скиннер играл за фарм-клубы «Уичито Тандер» и «Бейкерсфилд Кондорс», при этом за «Кондорс» он играл почти четыре сезона.
Дебютировал в НХЛ 31 января 2021 года в матче с «Оттавой Сенаторз»; матч закончился победой «Ойлерз» со счётом 8:5. Скиннер вернулся в «Кондорс», где отыграл оставшуюся часть сезона, как основной вратарь с 20 победами за сезон.
20 декабря 2022 года подписал с «Ойлерз» новый трёхлетний контракт. В том сезоне он стал основным вратарём команды, отыграв 50 матчей, из которых были выиграны 29 игр, а также вошёл в тройку номинантов на Колдер Трофи.

### Международная
В составе юниорской сборной Канады играл на ЮЧМ-2016; на турнире сыграл три игры.